# Terra Nova (Pernambuco)
Terra Nova è un comune del Brasile nello Stato del Pernambuco, parte della mesoregione di São Francisco Pernambucano e della microregione di Petrolina.